# Zdeněk Strouhal
Zdeněk Strouhal (7. června 1939 Zlín – 9. října 2021 Praha) byl český akademický malíř a grafik.

## Život

### Studia
První zkušenosti v malbě získal u malíře Vladimíra Hrocha na SUPŠ v Uherském Hradišti, kde studoval v letech 1957 - 1961. Dále pokračoval na AVU v Praze v letech 1963 až 1968 kde studoval figurální a krajinářskou malbu v atelieru profesora Františka Jiroudka. Na začátku devadesátých let se stává členem Umělecké besedy a SČUG Hollar.

### Stipendia
Po studiích získává (navzdory tehdejšímu režimu) stipendium v Belgii od Belgického ministerstva kultury v roce 1972. V letech 1977 a 1986 získal opět stipendia od Francouzské vlády v Paříži, Aix-en-Provence a Nice.

## Dílo
Věnoval se kresbě, malbě, grafice a keramice. Navazoval na tradici Evropského výtvarného umění, zejména mu bylo blízké Francouzské pojetí malby. Mimo figurální tvorbu maloval krajinu na jižní Moravě hlavně ve Valticích a inspiraci také nacházel v jižní Francii, Bretagni a Paříži, kam se rád vracel.

## Výstavy

### Samostatné výstavy (výběr)[3]
- Galerie Office municaplae du tourisme Aix-en-Provence, Francie (obrazy, akvarely, kresby), 1980
- Zámek Valtice (obrazy, grafika), 1984
- Středočeská galerie Praha (kvaše, kresby, keramika), 1987
- Galerie Platýz, Praha (grafika), 1988
- Galerie D, Praha (obrazy, grafika, keramika), 1989
- Galerie der Stadt, Plochingen, Německo (kvaše, grafika, keramika), 1991
- Galerie Fil d´Arianne - Mairie St. Jean de Braye, Francie (obrazy, kvaše, grafika), 1992
- Galerie der Stadt, Plochingen, Německo (kvaše, grafika), 1995
- Galerie GENO - HAUS, Stuttgart, Německo (obrazy, kvaše, kresby, grafika), 1995
- Galerie bratří Čapků, Praha (obrazy, kvaše, kresby, grafika, keramika), 1997
- Salon Zdenky Podhajské, Praha (kresby, grafika), 2001
- Národní zemědělské muzeum, Valtice (obrazy, akvarely, kresby), 2005
- Národní zemědělské muzeum, Valtice (obrazy, kresby, keramika), 2006

## Realizace v architektuře[3]
- Výtvarná výzdoba pro interiér České obchodní komory v Praze, Art-protis (190 x 390 cm), 1974
- Dekorativní keramická stěna pro exteriér samoobsluhy v Praze 9, Pod Balkánem (250 x 700 cm), 1983
- Dekorativní keramická stěna pro motorest, JZD Velké Bílovice, na dálnici Brno-Břeclav (300 x 560 cm), 1990

## Zastoupení ve sbírkách (výběr)[3]
- Ministerstvo kultury České republiky
- Národní galerie v Praze
- Galerie výtvarného umění v Hodoníně

## Galerie (rodinný archiv)

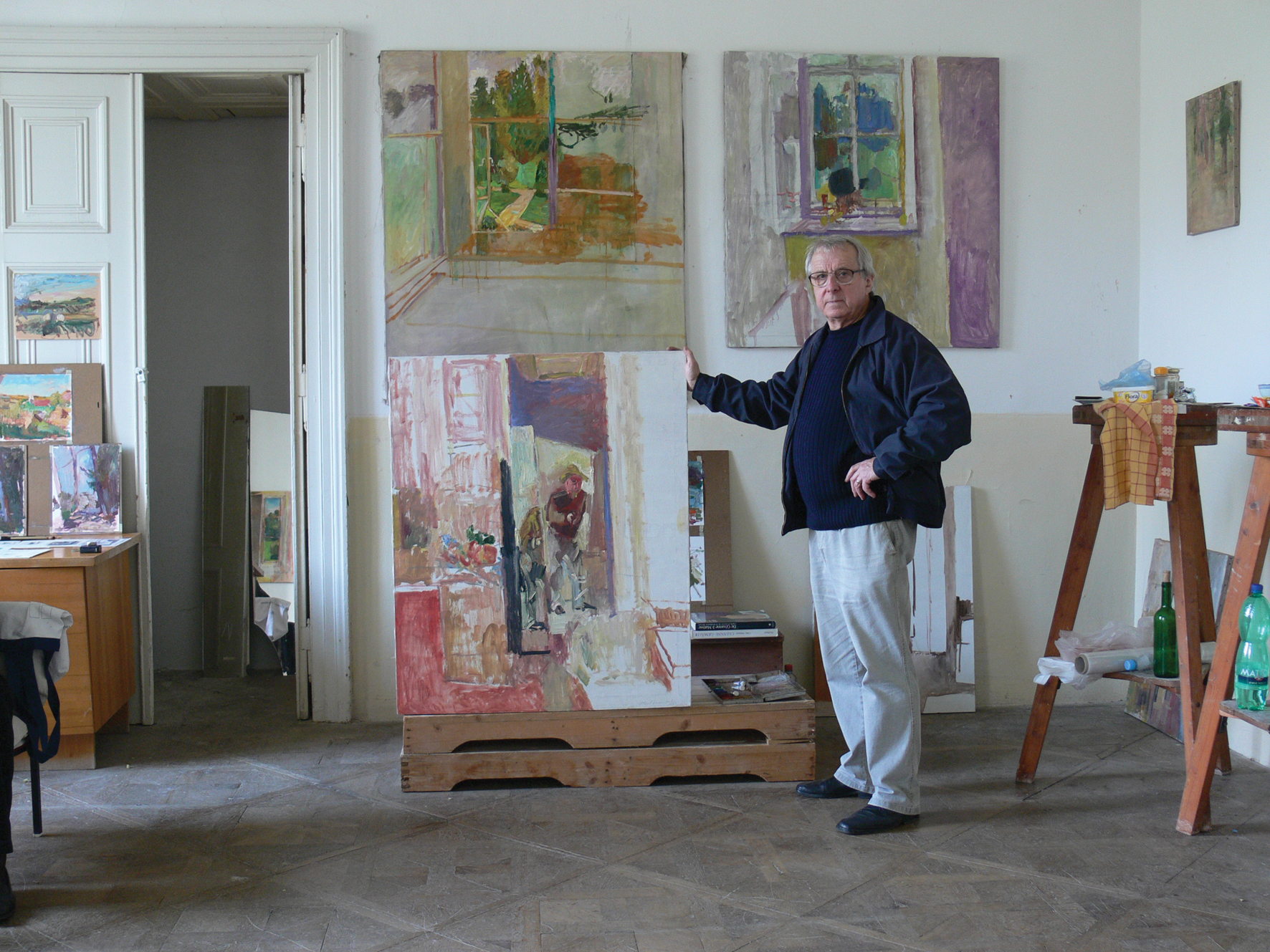
V atelieru ve Valticích, 2009
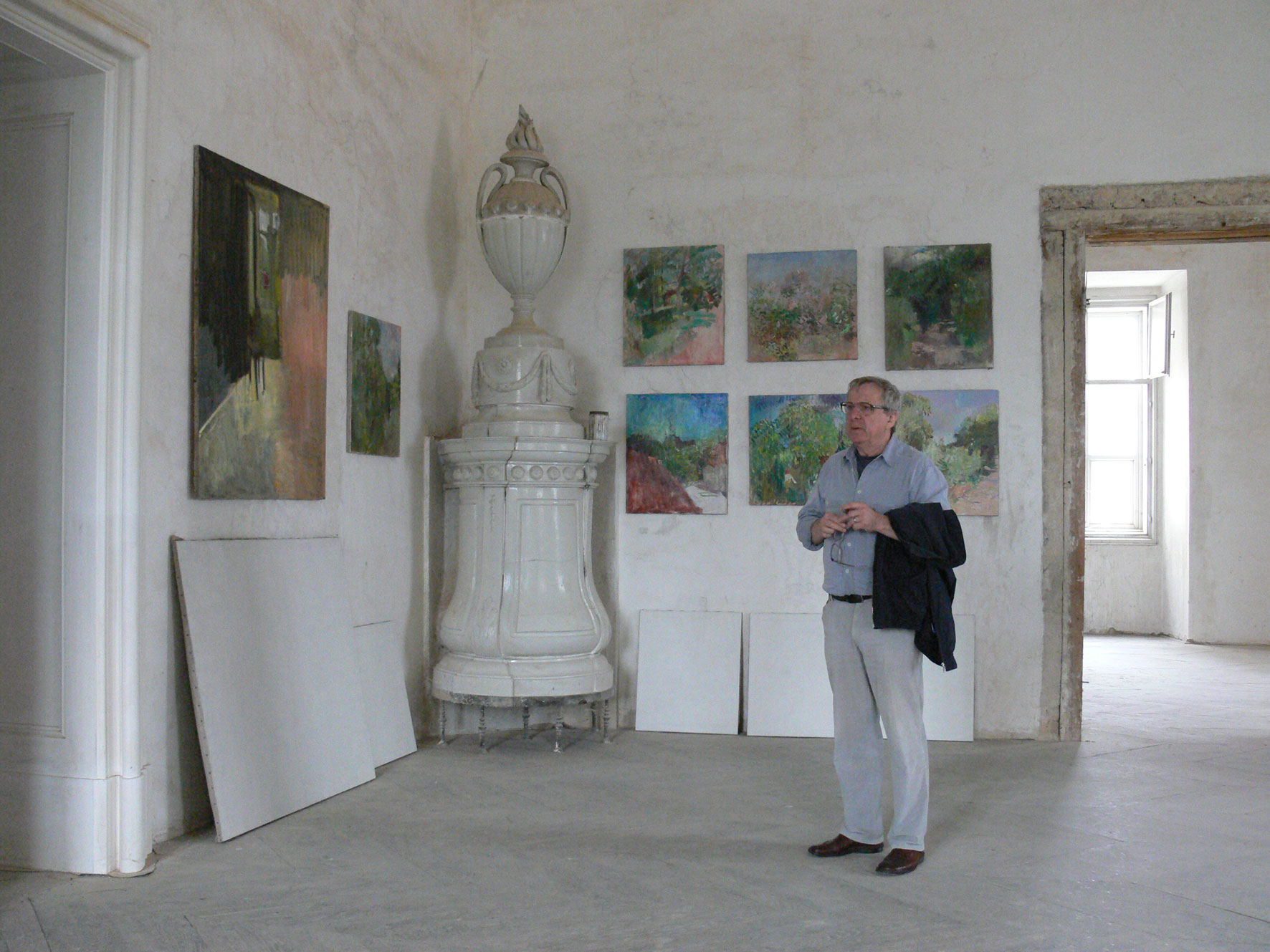
V atelieru ve Valticích 2006
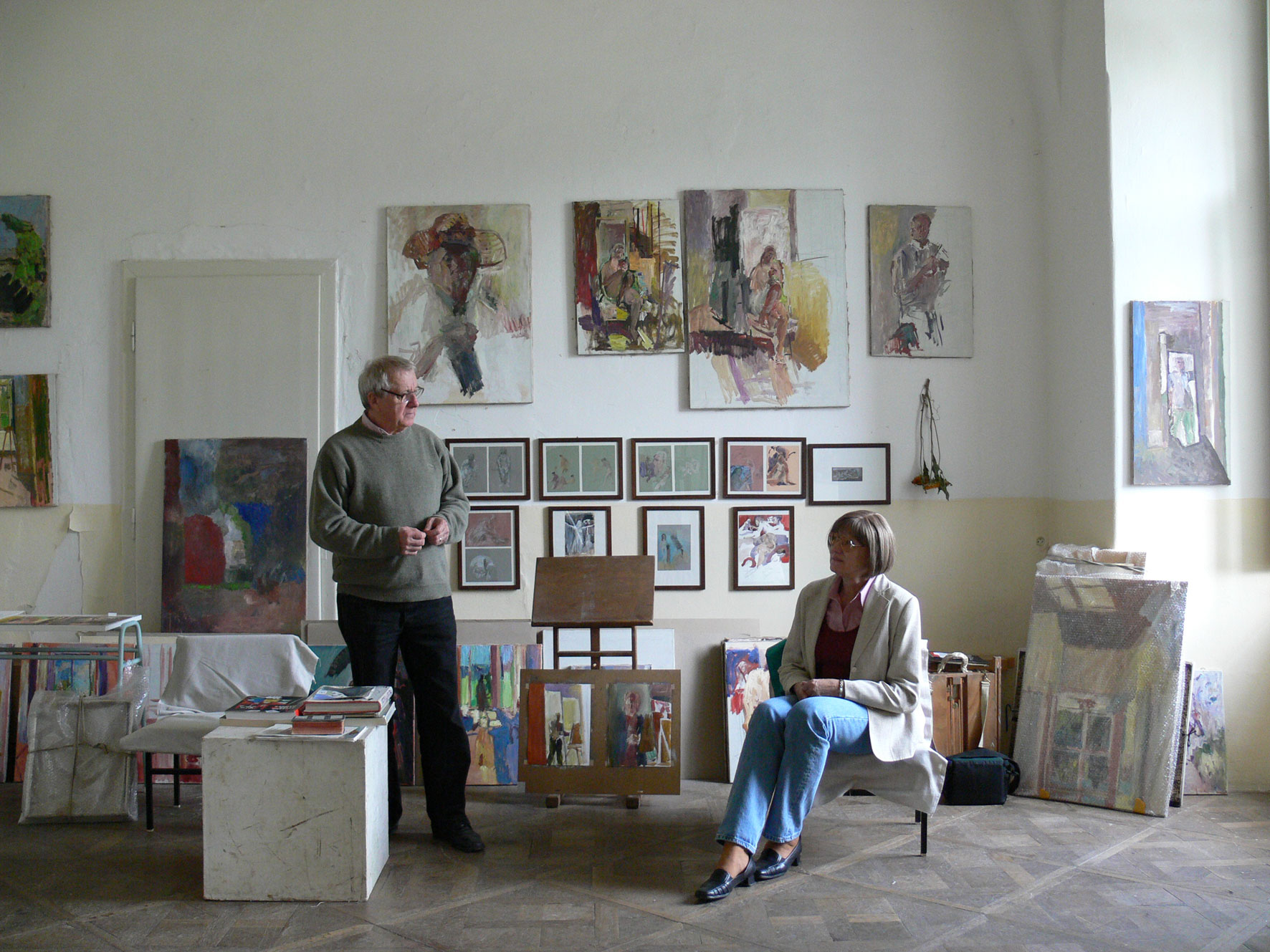
V atelieru s manželkou v roce 2009
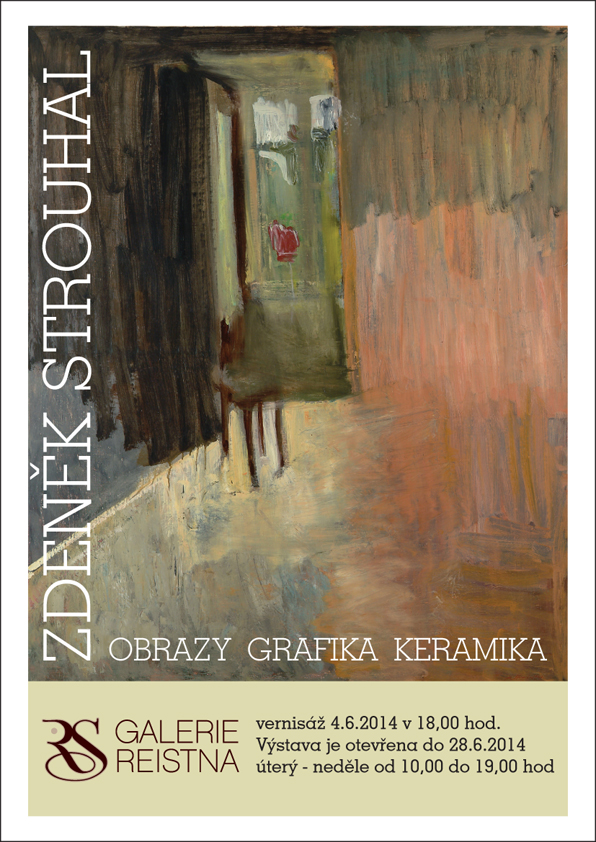
Plakát z poslední výstavy v roce 2014
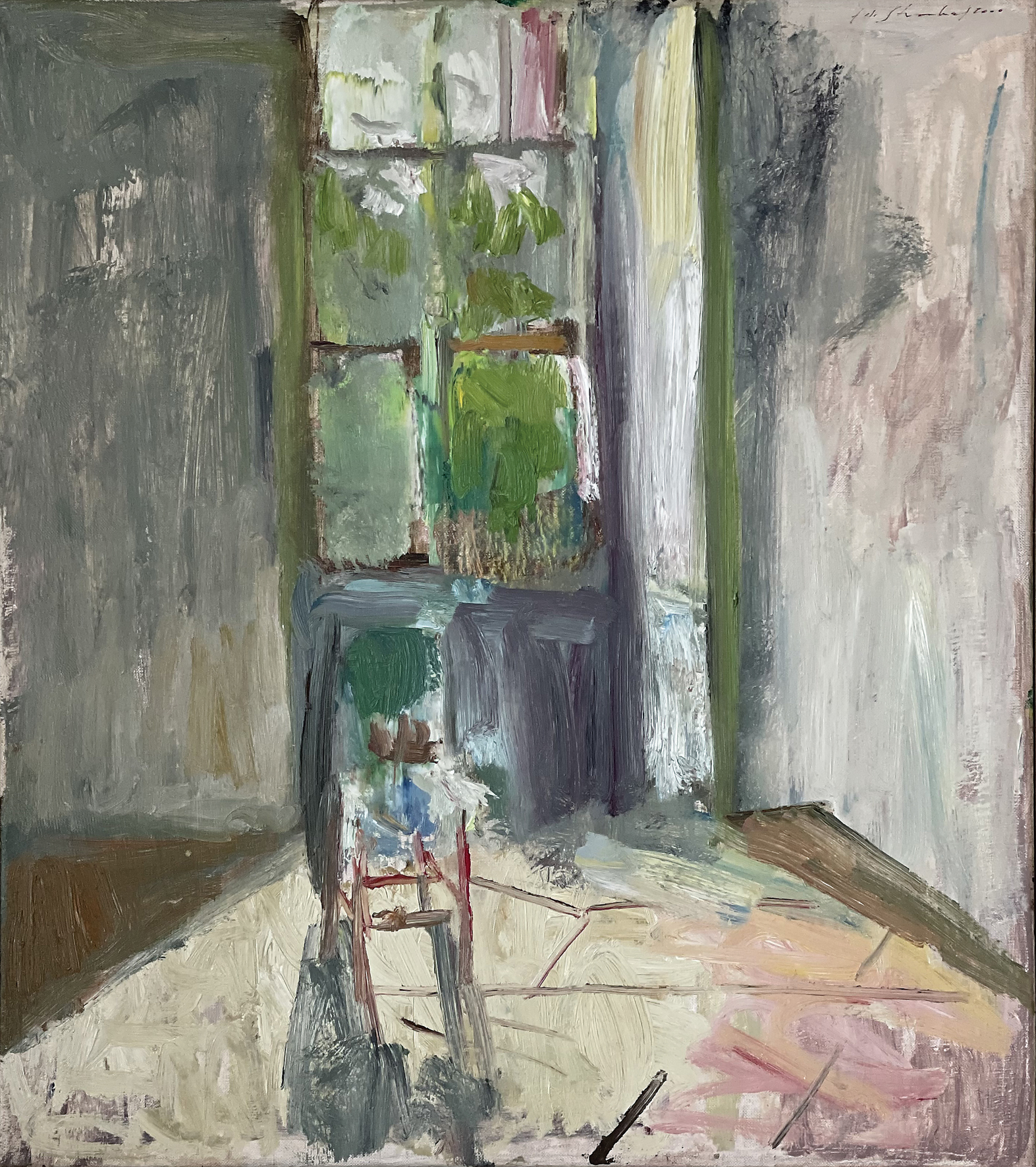
"Zámecké okno" olej na plátně, 2000
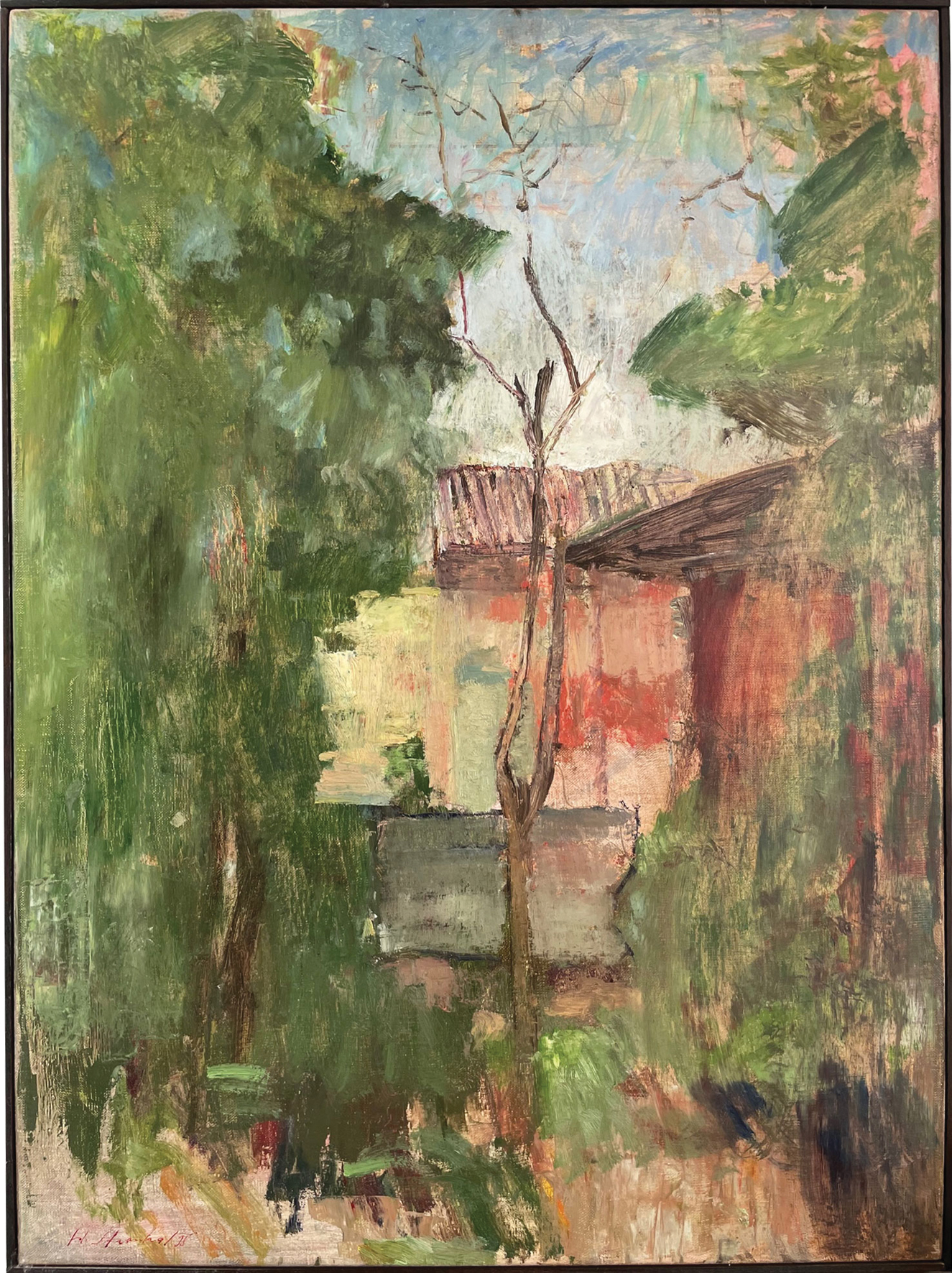
"Zahrada ve Valticích" olej na plátně, 1998
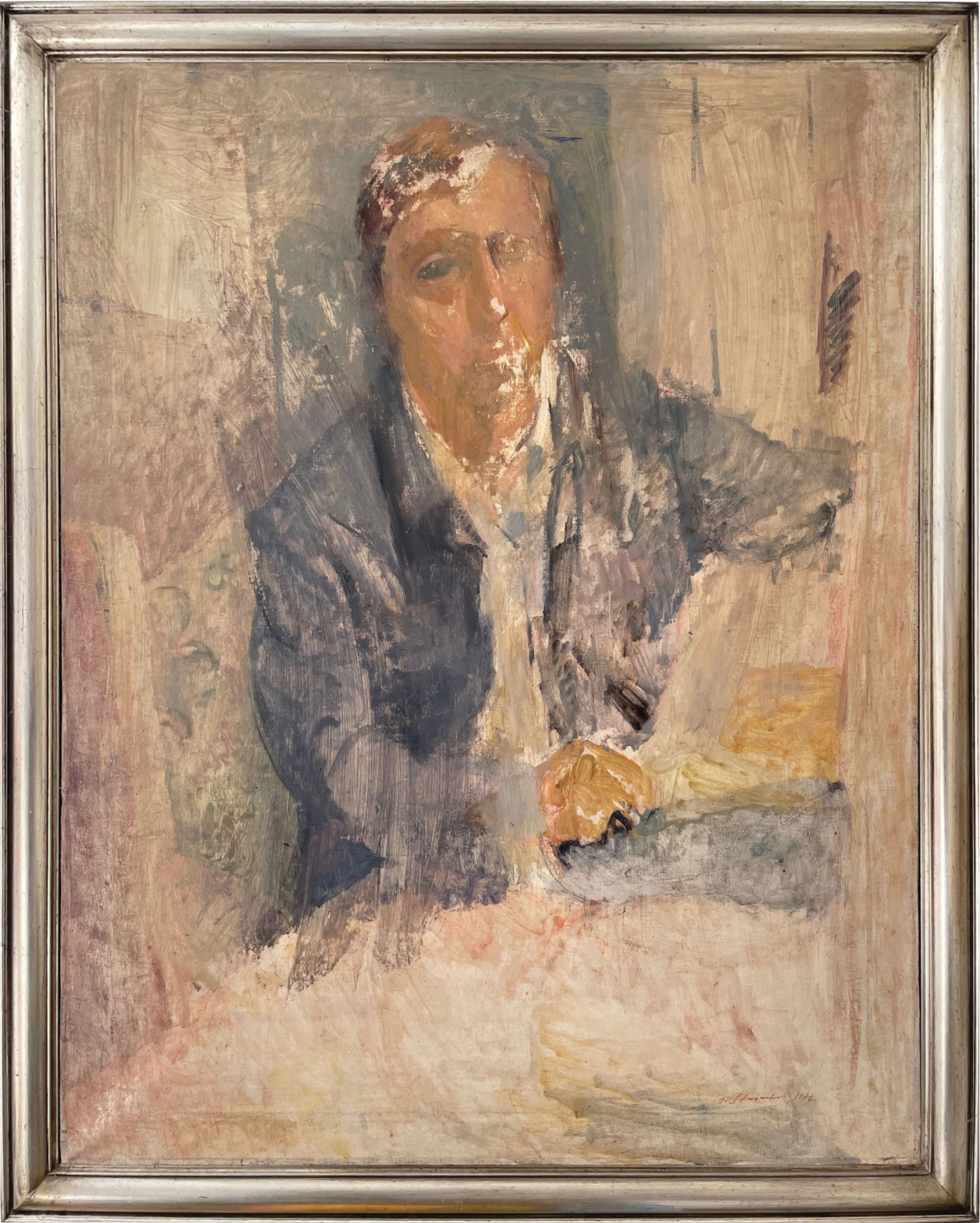
"Autoportrét" olej na plátně, 1976
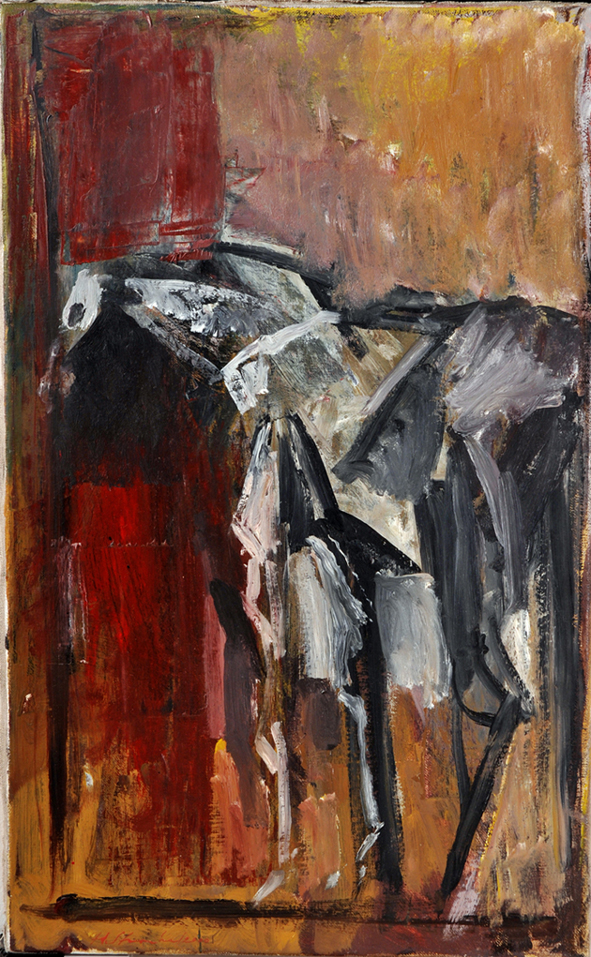
"Rosinanta" olej na plátně, 2000
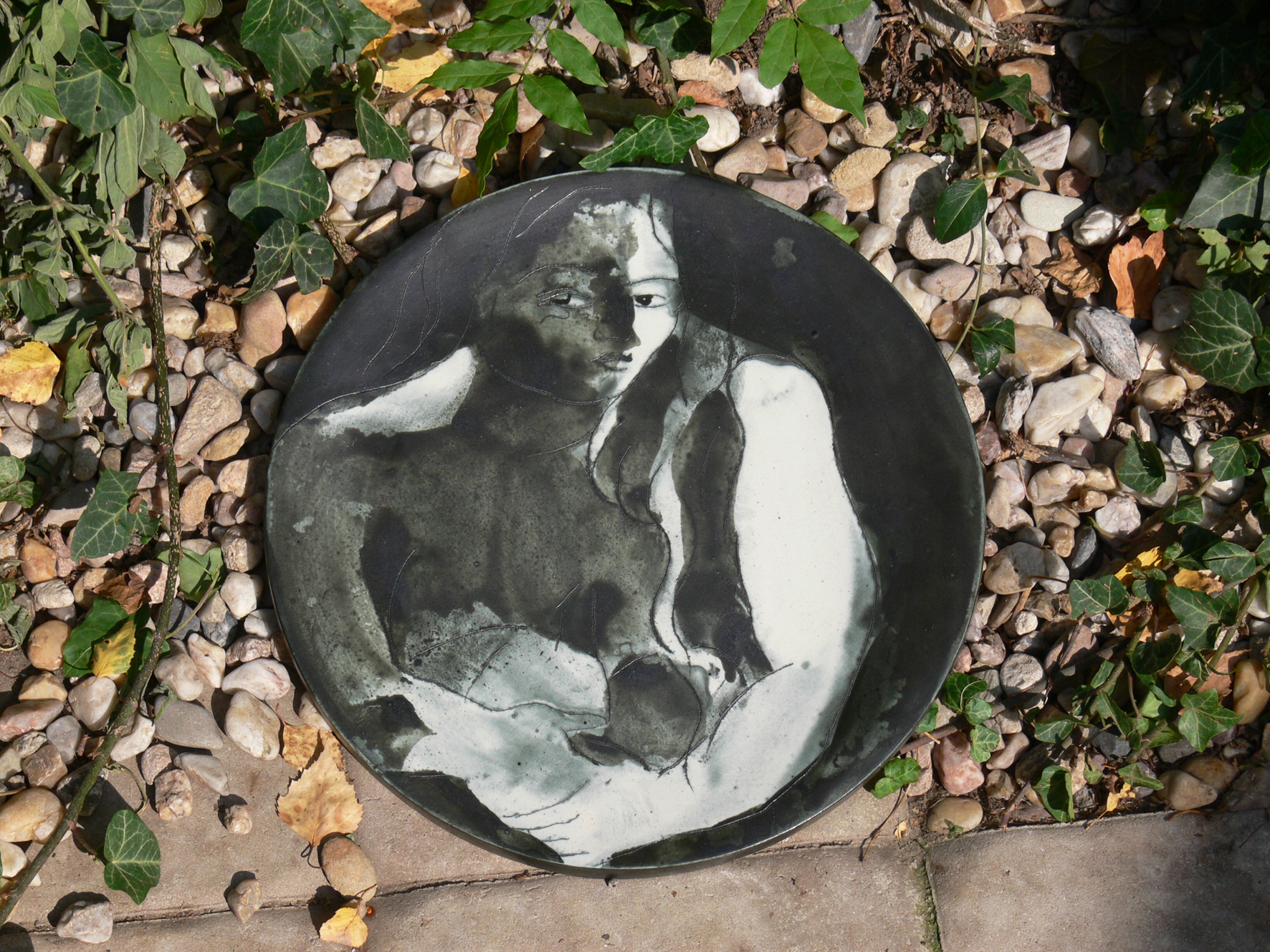
"MARKÉTA", malba na keramice, Φ 31 cm, 1993 – 97
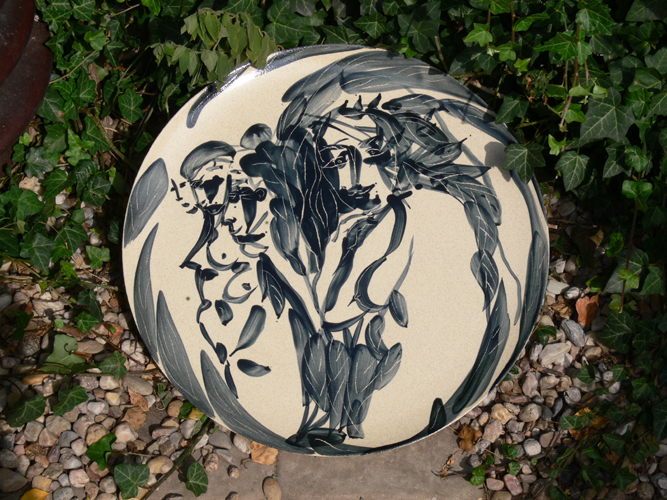
"AKTY V ZAHRADĚ" keramika, Φ 50 cm, 2002

### Sborníky
- 1992 Sborník S.V.U. Mánes (U příležitosti členské výstavy ve výstavních sálech Mánesa 5.11.-6.12.1992), Spolek výtvarných umělců Mánes, Praha